# 러시아 자유민주당
러시아 자유민주당(러시아어: Либерально-демократическая партия России 리비랄너 지마크라찌체스카야 빠르찌야 라씨이[*]) 또는 단순히 러시아 자민당(러시아어: ЛДПР 엘데뻬에르[*])은 러시아의 극우 정당이다. 1989년 12월 13일, 블라디미르 지리놉스키에 의해 "소비에트 연방 자유 민주당"으로 설립되었다.
국수주의, 네오파시즘의 성향이 강해 사실상 극우 성향의 정당이며, 우익 대중주의, 러시아의 국수주의를 표방하는, 극단적 민족주의 노선의 정당이다. "러시아 인민들을 위하여"라는 당보를 발간하고 있기도 하며 새로운 비밀경찰 창설이나 러시아내 모든 이민자 추방을 주장하는등, 철저한 극우 민족주의를 표방한다.

## 역사

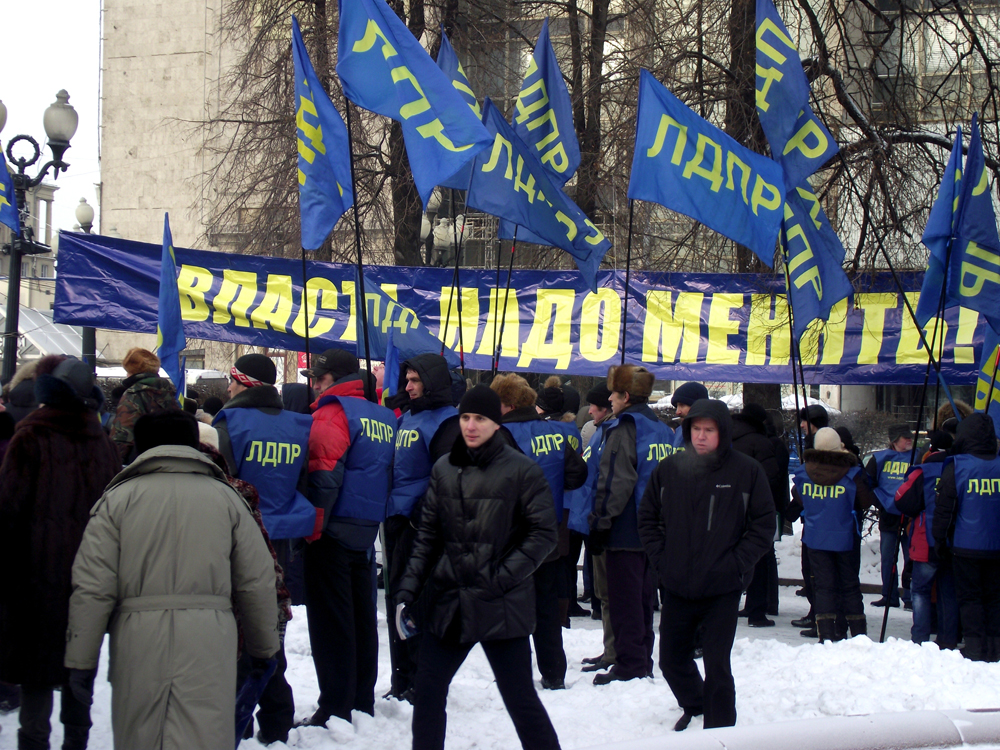
자유민주당 지지자들

미하일 고르바초프의 개혁 개방을 계기로 1980년대 중반 소련의 첫 야당으로 등장했다. 본디 소련 지도부가 실제 야당의 역할을 맡기기 위해 창당을 허가해 준 것은 아니고, 관제 야당으로 이용하기 위하여 만든 것인데, 이후 소련이 급격히 몰락하며 소련 공산당의 통제 하에서 벗어나 제대로 된 독립 정당의 성격을 띠게 되었다. 이후 당의 지도자인 블라디미르 지리놉스가 뛰어난 홍보 능력을 활용하여 1991년 대선에서 8%의 지지율을 보이며 생각보다는 약진한 결과를 얻었다.
1993년 총선에서 자유민주당은 22.9%의 의석을 차지하며 원내 1당으로 떠오르게 되었다. 반면 당시 대통령 보리스 옐친의 여당이었던 '러시아의 선택'당은 15%의 지지율을 얻어내는 데에 그쳤고, 옛 소련 공산당의 후신격인 러시아 연방 공산당도 12.4%라는 저조한 성적을 보였다. 이로 인하여 보리스 옐친 대통령의 지지 기반이 흔들리자, 러시아는 옐친 대통령의 경제 개혁 정책을 지지하는 세력과 그렇지 않은 세력으로 반토막났다. 1993년의 선거 결과는 옐친 대통령의 경제 정책 실패와 소련 붕괴 이후 러시아가 크게 흔들리며 국력이 급속도로 하락한 것에 대한 사람들의 민심이 반영되었다는 평가가 있다.
지리놉스키는 사람들의 관심사가 무엇인지 정확히 파악하고 이를 해결하기 위한 단순해 보이는 방안들을 공약으로 내세우며 지지를 얻었다. 예를 들어 그는 모든 범죄 단체 지도자들을 총살해 죽일 것을 공약으로 내걸었으며, 모든 체첸인들을 러시아에서 쫓아낼 것이라는 국수주의적인 정책들을 내세웠다. 그는 옛 러시아 제국의 부활과 같은 다소 터무니없는 공약들도 내세우며 사람들의 논란거리가 되었기에, 당시 총선에서 자유민주당이 승리한 것은 국내외적으로 큰 충격을 주었다.
이후 자유민주당은 파행적인 국정운영으로 인기가 점차 떨어지며 1995년 총선에서는 11.3%로 그 지지율이 떨어졌으며, 대신 연방 공산당이 지지를 받으며 주도세력으로 떠올랐다. 1996년 대선에서는 블라디미르 지리놉스키가 후보로 나섰으나, 5%의 지지율을 받아 낙마하였다. 또한 2000년 대선에서는 또다시 당의 후보로 나선 지리놉스키가 2.7%의 지지율을 받으며, 완전히 세가 떨어지는 듯해 보였다.
자유민주당은 2011년 국가두마 총선에서는 56석을 차지하였다. 이후 지리놉스키는 당대표로 복귀하였으며, 그의 아들이 당내 부의장으로 선출되어 당의 권력을 거머쥐었다. 이후 자유민주당은 저조한 지지율을 보이더니, 블라디미르 푸틴 대통령 하의 러시아의 민족주의화가 진행되며 지지세가 점차 강해지기 시작했고, 2016년 총선에서 러시아 연방 공산당을 꺾고 2당이 될것이라 예상되었지만, 실제 선거에서는 샤이 공산당 지지층이 드러나면서 결국 자유민주당은 40석의 의석을 얻으며 근소한 차이로 연방 공산당에게 패하여 원내 3당이 되었다. 이후 조사된 결과에서, 대선에서 누구를 지지할 것이냐고 지지하는 후보를 묻는 설문조사에서 블라디미르 지리놉스키는 10%가 넘는 지지율을 받으며 연방 공산당의 대표인 겐나디 주가노프보다도 배 이상 많은 지지율을 얻어내는 데에 성공했다.
2018년 지방선거 중 자치단체장 선거에서 통합 러시아 소속 후보들이 줄줄이 낙선한 가운데, 자유민주당이 이들이 차지했던 지역을 가져가는 이변이 일어났다. 여기에 하바롭스크 지역에서는 주지사 후보로 출마한 세르게이 푸르갈이 당선되었고, 주의회에서는 무려 28석을 가져간 반면 통합 러시아는 2석만 건지고 참패했기에 사실상 압승한 것으로 보인다. 하지만 2020년 푸르갈이 기업인 살인과 살인 미수 혐의로 체포되자 하바롭스크 주민들이 체포에 항의하는 시위가 벌어지기도 했다.
2022년 4월 6일, 당 창립자이자 당수였던 블라디미르 지리노프스키가 코로나19 합병증으로 사망했고, 그 후임인 레오니트 슬루츠키가 당을 이끌고 있다.

## 이념
러시아 자유민주당은 '러시아의 완벽한 부활'을 이념으로 내세우고 있다. 당은 공산주의를 배척하는 성향을 보이고 있으며, 또한 자본주의와 자유주의 또한 배격하고 있다. 개인 소유를 인정하는 혼합 경제를 추구하나, 다만 국가의 권력을 극대화시키는 방법으로만을 인정하고 있다. 외교 정책의 경우에는 구 소련의 영토를 다시 회복한다는 방안을 내세우는데, 예를 들어 우크라이나, 벨라루스와 같은 독립국들도 도로 러시아에 재편입시켜야 한다는 주장이다. 자유민주당은 발트 지방과 서유럽에서 러시아인들이 차별받는데에 극심한 반감을 보이며, 서구 문명을 러시아의 주적으로 여긴다. 자유민주당은 반부패 정책을 갖고 있기도 하며, 또한 유럽연합의 확장에 크게 반대한다. 또한 러시아 제국의 영광을 외치는 등 구 제국주의 시절의 주장을 그대로 인용하기도 하며 논란이 되기도 한다. 다만 푸틴과 그 여당인 통합 러시아에 협력하는 경우도 적지 않아서, 이 공적을 인정받아 러시아 정부에게서 지원금을 받아쓰기도 한다.

## 역대 선거 결과

### 대통령 선거
| 선거명                    | 후보                  | 득표율    | 득표수 | 당락 |
| ------------------------- | --------------------- | --------- | ------ | ---- |
| 1991년 러시아 대통령 선거 | 블라디미르 지리놉스키 | 6,211,007 | 7.81%  | 낙선 |
| 1996년 러시아 대통령 선거 | 블라디미르 지리놉스키 | 4,311,479 | 5.70%  | 낙선 |
| 2000년 러시아 대통령 선거 | 블라디미르 지리놉스키 | 2,026,513 | 2.70%  | 낙선 |
| 2004년 러시아 대통령 선거 | 올레그 말리쉬킨       | 1,405,315 | 2.02%  | 낙선 |
| 2008년 러시아 대통령 선거 | 블라디미르 지리놉스키 | 6,988,510 | 9.35%  | 낙선 |
| 2012년 러시아 대통령 선거 | 블라디미르 지리놉스키 | 4,458,103 | 6.22%  | 낙선 |
| 2018년 러시아 대통령 선거 | 블라디미르 지리놉스키 | 4,154,985 | 5.65%  | 낙선 |
| 2024년 러시아 대통령 선거 | 레오니트 슬루츠키     | 2,795,629 | 3.20%  | 낙선 |

### 총선
| 년도 | 의석 수  | 득표수     | 득표율 |
| ---- | -------- | ---------- | ------ |
| 1993 | 70 / 450 | 12,318,562 | 22.9%  |
| 1995 | 51 / 450 | 7,737,431  | 11.18% |
| 1999 | 17 / 450 | 3,990,038  | 5.98%  |
| 2003 | 36 / 450 | 6,943,885  | 11.45% |
| 2007 | 40 / 450 | 5,660,823  | 8.14%  |
| 2011 | 56 / 450 | 7,664,570  | 11.67% |
| 2016 | 39 / 450 | 6,917,063  | 13.24% |
| 2021 | 21 / 450 | 4,252,096  | 7.55%  |

## 같이 보기
- 세르비아 급진당